# دایان کین
دایان کین (انگلیسی: Diane Keen؛ زادهٔ ۲۹ ژوئیهٔ ۱۹۴۶) بازیگر اهل بریتانیا است. وی از سال ۱۹۶۷ میلادی تاکنون مشغول فعالیت بوده‌است.
از فیلم‌ها یا برنامه‌های تلویزیونی که وی در آن نقش داشته‌است، می‌توان به هیچ‌کجا در آفریقا، سیزده در شام، فردا و نویسنده سارق اشاره کرد.